# Slavenko Saletović
Slavenko Saletović je srpski pozorišni reditelj, profesor i šef katedre za Pozorišnu i radio režiju na Fakultetu dramskih umetnosti Univerziteta umetnosti u Beogradu. 

## Biografija
Rođen je 11. maja 1948. u Visokom, FNR Jugoslavija. Akademiju za pozorište, film, radio i televiziju upisao je 1968. godine u klasi profesora dr Huga Klajna. Diplomirao je, sa najvišom ocenom, u klasi profesora Dimitrija Đurkovića 1972. godine.
Sezone 1973/1974. bio je stalni reditelj Drame Srpskog narodnog pozorišta u Novom Sadu. 1. aprila 1974. godine izabran je za asistenta na Fakultetu dramskih umetnosti u Beogradu, da bi napredujući kroz zvanja, 1991. godine bio izabran za redovnog profesora. 
Dugogodišnji je šef katedre za Pozorišnu i radio režiju. U dva mandata biran je za prodekana Fakulteta dramskih umetnosti u Beogradu. Obavljao je funkciju prorektora Univerziteta umetnosti. Aktuelni je Predsednik Saveta Univerziteta umetnosti u Beogradu i Predsednik Upravnog odbora Jugoslovenskog dramskog pozorišta u Beogradu.
Na pozorišnim scenama Novog Sada, Sarajeva, Sombora, Tuzle, Šapca, Niša, Kragujevca, Zrenjanina, Zaječara, Leskovca, Pirota, Tršića, Tivta, Užica, Herceg Novog, Kruševca i Beograda, režirao je preko sto predstava.
Za Televiziju Beograd režirao je dvanaest TV filmova i TV drama.
Jedan je od osnivača omladinskog pozorišta DADOV.

## Nagrade
- Tri nagrade za režiju Susreta srpskih pozorišta ’’Joakim Vujić’’
- Nagrada za predstavu godine 1989. glasanje jugoslovenskih pozorišnih kritičara, (Anketa nedeljnika NIN)
- Tri nagrade Sterijinog pozorja u Novom Sadu
- Dve nagrade Jovanča Micić i sedam nagrada Ćuran, Festivala Dani komedije u Jagodini
- Nagrada za najbolju predstavu Servantesovog festivala u Meksiku
- Nagrada za najbolju predstavu Susreta Zoran Radmilović u Zaječaru
- Nagrada za najbolji TV film Festivala Jugoslovenske televizije u Neumu
- Nagrada Svetskog festivala televizije u Plovdivu
- Nagrada za najbolju predstavu Joakimfesta u Kragujevcu
- Nagrada Festivala malih formi u Sarajevu i Dana komedije u Bijeljini
- Nagrada Bojan Stupica za najbolju predstavu u Srbiji (2005—2007)
- Nagrada Miodrag Petrović-Čkalja za najbolju predstavu 2010.godine u Jagodini
- Nagrada Međunarodno festivala Gumbekovi dani, Zagreb, 2013. godine
- Vukova nagrada KPZ Srbije, 2014. godine
- Dobitnik je Velike plakete sa poveljom Univerziteta umetnosti u Beogradu, 2009. godine.

## Odabrana teatrografija
- Hamlet iz Mrduše donje (I. Brešan - Kamerni teatar 55, Sarajevo
- Rucante (B. Ljumović Zuba) - Kamerni teatar 55, Sarajevo
- Original falsifikata (R. Radovanović)- Zvezdara teatar
- Zmaj od Srbije (M. Ševarlić) - Narodno pozorište u Nišu
- Šovinistička farsa (R. Pavlović) - Dom sindikata, Beograd
- Program uživo (R. Pavlović) - Kult Teatar, Beograd
- Žaklina Bandeka (S. Koprivica) - FaVi teatar, Beograd
- Pevaj, brate (S. Koprivica) - FaVi teatar, Beograd
- Dva mirisa ruže (E. Karbaljida) - Pozorište na Terazijama
- Heroji (P. Perišić) - Pozorište na Terazijama
- La Strada (F. Felini) - Pozorište na Terazijama
- Kanjoš (D. Pajović) - Centar za kulturu u Tivtu
- Žanka (M. Ilić) - Pozorište Slavija, Beograd
- Ženidba (N. V. Gogolj) - Narodno pozorište u Beogradu
- Talenti i obožavaoci (A. N. Ostrovski) - Narodno pozorište u Beogradu
- Dama iz Maksima (Ž. Fejdo) - Teatar opera Madlenianum u Zemunu
- Ljubavnik velikog stila (R. Kuni) - Narodno pozorište u Leskovcu
- Narodni poslanik (B. Nušić) - Narodno pozorište u Užicu
- Srpska trilogija (S. Jakovljević) - Narodno pozorište u Beogradu
- Valjevska bolnica (D. Ćosić) - Kruševačko pozorište - CZK Loznica - FDU Zvečan
- Vukov Sabor u Tršiću 1996, 2008, 2014. i 2015. godine.

## Značajnije filmske i TV ekranizacije
- Život u Grobljanskoj ulici (1987)
- Rudi (1988)
- Sile u vazduhu (1989)
- Narodni poslanik (1990)
- Knedle sa šljivama (1992)
- Pismo iz 1920 (1995)
- Ne miriše više cveće (1998)
- Put popločan minama (2002)
- Od danas do sutra (2006)

## Spoljašnje veze
- Slavenko Saletović на веб-сајту  (језик: енглески)
- Slavenko Saletović - FDU